# 大塚甚之助
大塚 甚之助（おおつか じんのすけ、1883年（明治16年）3月13日 - 1951年（昭和26年）3月19日）は、大正から昭和時代の政治家。実業家。醸造家。衆議院議員。静岡県会議長。

## 経歴
静岡県志太郡藤枝宿（藤枝町を経て現藤枝市）出身。生家は酒造業を営み、父の先代大塚甚之助は志太電気会社や藤相鉄道などを創設した実業家。
藤枝町長、同町会議員、静岡県会議員、同副議長、議長、静岡県鉄工組合連合会理事、同酒造組合連合会長、全国酒造組合中央会理事、藤相鉄道監査役、静岡県酒類販売社長を歴任した。
1946年（昭和21年）4月の第22回衆議院議員総選挙では静岡全県区から出馬し当選。衆議院議員を1期務めた。議員在任中は日本自由党総務、衆議院請願委員長を務めた。